# Siemens Gamesa Renewable Energy
Siemens Gamesa Renewable Energy is een grote producent van windturbines. Het bedrijf is in april 2017 ontstaan door een fusie van het Spaanse Gamesa en het Duitse Siemens Wind Power, een onderdeel van Siemens AG. In 2020 stond het bedrijf, na Vestas, op de 2e plaats van grootste turbineverkopers wereldwijd. Vestas had een marktaandeel van 16,4% wereldwijd en Siemens Gamesa volgde met een aandeel van 14,2% van geleverde turbines uitgedrukt in gigawatt.

## Activiteiten
Op 3 april 2017 werd de fusie van Gamesa en Siemens Wind Power definitief. Het is een grote producent van windturbines, zowel voor op land als op zee. De marktpositie voor turbines op zee is sterker dan die voor turbines op land. 
Sinds 1980 heeft het turbines met een totaal vermogen van 99 gigawatt (GW) op land geplaatst, en sinds 1991 is 18,7 GW offshore geplaatst, een markt die later tot ontwikkeling kwam en kleiner is dan de markt voor turbines op land. Het bedrijf levert ook onderhoudsdiensten voor bestaande windparken. Met deze laatste activiteit wordt ongeveer 20% van de omzet behaald.
In mei 2020 meldde het bedrijf dat ze in 2021 een windmolen van 14 MW gaan bouwen en testen. Deze wordt dan groter dan de GE X van 13 MW. De nieuwe molen krijgt een rotordiameter van 222 meter en de bladen worden 108 meter lang. 
Per 31 maart 2019 waren de aandelen voor 59% in handen van Siemens AG, voor 8% in handen van het Spaanse nutsbedrijf Iberdrola en de free float bedroeg 33%. Het aandeel maakt deel uit van de IBEX-35 aandelenindex. Op 4 februari 2020 verkocht Iberdrola zijn hele belang aan Siemens AG voor 1,1 miljard euro die daarmee zijn belang uitbreidde naar 67%. Siemens AG heeft nadien besloten deze energie-gerelateerde activiteiten af te stoten en de aandelen Siemens Gamesa zijn overgedragen aan Siemens Energy. Deze laatste kreeg op 25 september 2020 een beursnotering.
Op 21 mei 2022 deed Siemens Energy een bod op de aandelen Siemens Gamesa die het nog niet in handen heeft. Het bod was 18,05 euro per aandeel of zo'n 4 miljard euro in totaal. Het bod is geslaagd en Siemens Energy is de enige aandeelhouder geworden. Op 14 februari 2023 werd de beursnotering gestaakt.
Siemens Gamesa heeft een gebroken boekjaar dat tot en met 30 september loopt.

## Geschiedenis

### Voorlopers

#### Gamesa
Grupo Auxiliar Metalúrgico (Gamesa) werd in 1976 opgericht. In 1994 raakte het betrokken bij installaties voor windenergie. In 1995 kwam het eerste windpark waarbij het bedrijf betrokken was in Spanje in bedrijf. Gamesa heeft zeven jaar samengewerkt met Vestas, hieraan kwam in 2002 een einde. Op 31 oktober 2000 kreeg het bedrijf een notering aan de beurs van Madrid. Vanaf 2006 richt het bedrijf zich uitsluitend op hernieuwbare energie waarvan windenergie het meest belangrijk is. Alle andere activiteiten werden afgestoten.

#### Siemens Wind Power
In 1980 werd Bonus Energy A/S in Denemarken opgericht met als belangrijkste doel de ontwikkeling en productie van windturbines. In 1991 plaatste het de eerste turbine voor de kust van Vindeby. Siemens nam Bonus Energy over in 2004. In 2011 werd Siemens Wind Power een aparte divisie van Siemens AG.

### Siemens Gamesa
Medio 2016 meldden Siemens en Gamesa samen te gaan. Siemens kreeg een meerderheidsbelang in de nieuwe combinatie en de rest kwam in handen van de aandeelhouders van Gamesa. Het nieuwe bedrijf blijft beursgenoteerd in Spanje. De gecombineerde omzet bedroeg zo'n 9,3 miljard euro en het orderboek was 20 miljard euro groot. De twee vullen elkaar goed aan wat betreft producten en geografische spreiding van de activiteiten. Gamesa is groot in Latijns-Amerika, India en de Volksrepubliek China, waar Siemens minder sterk is vertegenwoordigd.
In oktober 2019 werd de overname van Senvion aangekondigd. Met deze overname is de dienstverleningstak sterk uitgebreid, Senvoin had onderhoudscontracten voor turbines met een opgesteld vermogen van 9 GW in 13 Europese landen die zijn overgegaan naar Siemens Gamesa. Verder werd Ria Blades overgenomen, een Portugese producent van bladen voor windturbines. De overnamesom van beide bedrijven was zo'n 200 miljoen euro.